# 圆通寺塔
圆通寺塔，位于位于中华人民共和国张掖市民乐县六坝镇，是一座藏式佛塔。该塔始建于北宋年间，后曾多次得到重修，乾隆年间曾被加盖。该塔通高23.37米，可分为塔座、塔身和塔刹三部分，其中塔座上还有8座小塔。2001年，圆通寺塔被列为全国重点文物保护单位。

## 历史
圆通寺塔位于中华人民共和国张掖市民乐县六坝镇，始建于北宋年间，相传为宋徽宗敕建。明天启年间、清顺治十七年（1660年）、康熙三十六年（1698年）、雍正七年（1729年）、乾隆四十三年（1775年）均曾予以重修，其中明天启年间和清雍正年间的维修规模较大:767，而乾隆年间的维修则在原塔的基础上加盖，使塔的高度增加了一丈有余:28，此后该塔在很长时间内都没有得到过维修，残损日益严重。塔前原建有圆通寺，毁于二十世纪五六十年代:180。

## 结构
圆通寺塔为一座砖土结构的藏式佛塔，通高23.37米，塔座呈正方形，共分为上下两层，下层为三重须弥座，底边长8.7米，正中间上方承接上层塔座，四角各设小塔1座；上层塔座同为须弥座，但尺寸略小，四角也各有1座小塔。塔身下层为覆钵形，覆钵形上方为须弥座，该须弥座的正东、正西、正南、正北四个方向各开有5座佛龛，共计20座佛龛，其内供奉有密宗题材的佛像，部分龛中有多尊佛像，其中铜质佛像6尊，铁质佛像2尊，木质佛像13尊，泥质佛像2尊。该须弥座的上方承接13重相轮，相轮上方为圆木刹盘、黑釉瓷宝瓶，其中刹盘周围悬挂有铁流苏和36个铁铃铛，黑釉瓷宝瓶高1.5米。:181:767:29

## 保护
1987年，圆通寺塔被列为甘肃省文物保护单位:181。1994年，甘肃省文化厅文物处曾拨出专款对该塔进行维修。2001年，该塔被列为全国重点文物保护单位。2002年11月7日，圆通寺塔上的铜质、铁质佛像共计4尊被盗走。这4座佛像后于2003年全部追回，盗窃者也被全部抓获。2013年，圆通寺塔的保护规划正式获得国家文物局批复同意。